# Muhammad Abd Allah Abd al-Munim Abd Allah
Muhammad Abd Allah Abd al-Munim Abd Allah (arab. محمد عبدالله عبدالمنعم عبدالله ;ur. 25 grudnia 2001) – egipski zapaśnik walczący w stylu wolnym. Brązowy medalista mistrzostw Afryki w 2020. Wicemistrz Afryki juniorów w 2020 roku.